# Hifz-ur Rahman (1869)

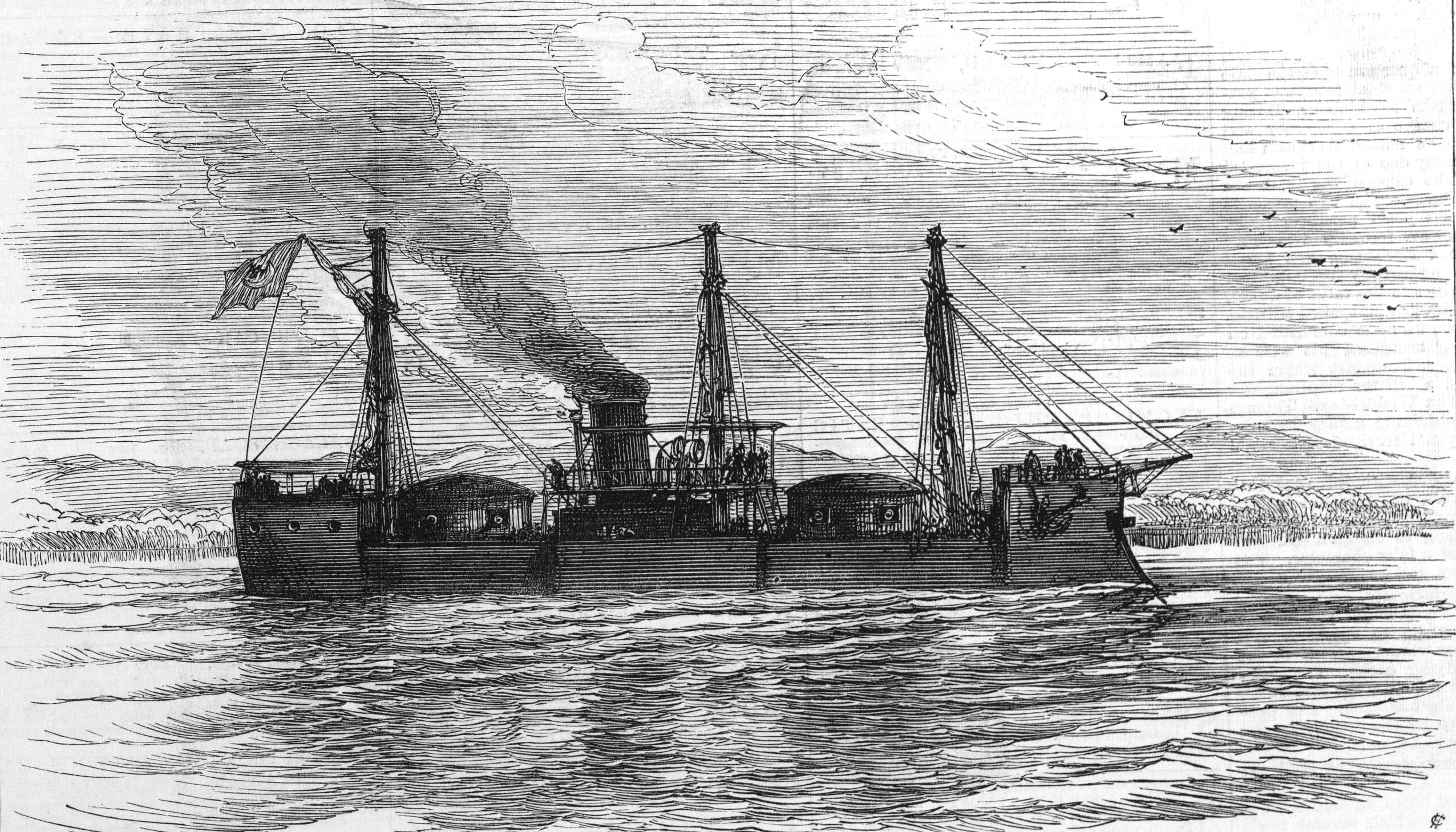
Зображення в The Illustrated London News однотипного «Хівз-ур- Рахману» броненосця «Люфт-у-Селіл»

«Хіфз-ур Рахман» (османський турецький: Милосердний захисник) — другий з двох броненосців типу «Lüft-ü Celil», побудованих для Військово-морського флоту Османської імперії наприкінці 1860-х років.

## Конструкція
«Хіфз-ур Рахман» мав довжину від носу до гвинта вздовж ватерлінії 62,18 метрів, а повну — 64,4 метрів, з бімсом у 13,6 метрів. Осадка складала 4.4 метри.  Корпус був сконструйований з заліза, мав таранний ніс, а також припідняту кормову та носову частини. Нормальна водотоннажність 2540 тон. Екіпаж складався з 12 офіцерів і 110 нижніх чинів.
Корабель працював на мали парову машину компаунд (подвійного розширення), яка приводила у рух два лопатевих гвинти. Пару забезпечували два вугільних локомотивні котли. Двигуни забезпечували загальну потужність у 2000 індикативних кінських сил, що дозволяло  розвивати максимальну швидкість у 12 вузлів (22 км/год).  Втім до 1877 максимальна швидкість корабля знизилась до 10 вузлів (19 км/год). Hifz-ur Rahman ніс 300 тон вугілля. Також мав допоміжне вітрильне оснащення по типу барка.
«Хіфз-ур Рахман» озброєними двома 225 міліметровими дульнозарядними гарматами Армстронга та двома 178 міліметровими того ж виробника. Кожна пара гармат була встановлена у власній  башті, розміщених вздовж осі корабля. 225 міліметрові гармати були встановлені у передню башту, а гармати меншого калібру — у задню, розміщену за головною щоглою. Башти поверталися вручну. Кораблі були броньовані кованими залізними плитами.  Броньовий пояс корабля досягав 140 міліметрів і поступово зменшувалась до 117 міліметрів у напрямку носа та корми.   він розширювався до 0,76 метра вище і нижче ватерлінії. Над головним поясом 76 міліметрові (трьох-дюймові) захищали основу башт,  артилерійські льохи і машинні відділення. Верхня частина бокової броні була приєднана до броньованої палуби товщиною 38 міліметрів.  Башти захищала 140 міліметрова броня.

## Історія служби
Хедиват Єгипту, автономна провінція Османської імперії, уклав контракт на «побудову Хіфз-ур-Рахман» з верф'ю «Forges et Chantiers de la Gironde» в Бордо в 1867 році, де в наступному році було закладено кіль корабля. Зусилля Єгипту щодо утвердження своєї незалежності розлютили султана Абдул-Азіза, який 5 червня 1867 р. Вимагав від Єгипту здати всі броненосці, замовлені за кордоном. Після тривалих переговорів корабель був офіційно передано до Османської імперії 29 серпня 1868 року. Його добудований корпус був спущений на воду у 1869 році, а роботи по облаштуванню були завершені до 1870 року, коли почалися морські випробування. Пізніше того ж року броненосець була введений в експлуатацію османським флотом в березні. Після завершення «Хіфз-ур Рахман» та інші броненосці, придбані у Британії та Франції, були відправлені на Крит для підтримки контролю над Кіпром після початку критського повстання 1866—1869 років. У цей період османський флот під командуванням Гобарт-паші залишався значною мірою неактивним, і навчання було обмежене читанням перекладених англійських посібників з інструкціями. «Хіфз-ур Рахман» був призначений до II ескадри Азіатського флоту разом з однотипним «Lüft-ü Celil» та броненосці «Avnillah» and «Muin-i Zafer». У 1875 році корабель отримав одну 120 міліметрову гармату Круппа.
Османський флот почав мобілізуватися у вересні 1876 р. для підготовки до конфлікту з Росією, оскільки напруга з країною зростала протягом декількох років, коли повстання почалося в Османській Боснії в середині 1875 р., а Сербія оголосила війну Османській імперії в липні 1876 року. Російсько-турецька війна почалася 24 квітня 1877 р. З російської оголошення війни. На початку війни «Хіфз-ур Рахман» та «Люфт-Селіль» були включені до Дунайської ескадри де вони мали перешкодити російським військам форсувати річку. Хіфз-ур Рахман був розміщений у порту Суліна в гирлі Дунаю, разом із броненосцями «Muin-i Zafer» та «Asar-i Şevket». Кораблям було доручено захищати підхід до порту до моря, підтримуючи три прибережні укріплення. Починаючи з листопада, російська флотилія малих суден намагалася встановити мінне поле біля Сулини, щоб заблокувати османські кораблі. Після того, як 8 листопада броненосець «Mukaddeme-i Hayir» відігнав мінні закладачі, росіяни наступного дня повернулися з обладнаними мортирами канонерками. Під час наступного зіткнення «Хіфз-ур Рахман» влучив в одну з них снарядом, який знищив один з парових котлів, змусивши противника відступити.
Корабель був поміщенний у резерв у Стамбулі в 1878 році. Він не використовувався протягом наступних двадцяти років. «Хіфз-ур Рахман» був модернізований в Імператорському Арсеналі між 1891 і 1894 роками. 225 міліметрові гладкоствольні гармати замінили аналогічною кількістю нарізних скорострільних німецьких 150 міліметрових гармат. Також озброєння доповнили чотирма 37 міліметровими револьверними гарматами Гочкісса та двома 25,4 міліметровими (одно-дюймовими) кулеметами Норденфельта.
На початку греко-турецької війни в лютому 1897 року «Хіфз-ур Рахман» був зарахований до II ескадри. Огляд флоту виявив, що майже всі кораблі, включаючи «Хіфз-ур Рахман», є абсолютно непридатними для ведення бою проти грецького флоту. У багатьох кораблів згнили корпуси, а їх екіпажі були погано підготовлені. Впродовж квітня та травня османський флот здійснив кілька вилазок у Егейське море, намагаючись підняти моральний дух екіпажів кораблів, хоча османи не мали наміру атакувати грецькі сили. Під час цих операцій «Хіфз-ур-Рахман» розміщувався в бухті Морто в гирлі Дарданеллів, а решта броненосців залишалися в безпеці всередині протоки. Стан османського флоту не можна було приховати від іноземних спостерігачів, що виявилося вкрай неприємним для уряду і, нарешті, змусило султана Абдула Хаміда II схвалити програму модернізації, яка рекомендувала модернізувати наявні броненосці на закордонних верфях. «Хіфз-ур Рахман» не був включений до програми, і замість цього корабель зняли з експлуатації в 1909 році. Його виклюсчили зі списків флоту розпорядженням 31 липня. Його продали на металобрухт 11 листопада того ж року і згодом утилізували.